# 三槓子
三槓子（サンカンツ）とは、麻雀における役のひとつ。
槓子を3つ作って和了した時に成立する。2翻。食い下がりはない。

## 概要
槓子は暗槓、明槓のいずれでも良く、いずれか単一でも混在していても良い。牌種の制限もない。とにかく槓子が3つあれば成立する。全て暗槓の場合や2つが暗槓で残りの面子が暗刻の場合は三暗刻と複合し、残りの面子が刻子の場合は対々和（四暗刻が成立する場合を除く）と複合する。
役満以外の通常役の中では最も出現の確率が低い。出現頻度の点では、四暗刻や国士無双といった並の役満よりも遥かに珍しい役である。難度の高さに反して2翻と価値が低く、報われないのも特徴の一つである。槓子が多いため符は高くなりやすい（3つの槓子全てが中張牌の明槓だったとしても、これだけで24符あるので、副底の20符と合わせて44符→切り上げ50符となり、最低でも50符以上は確定する）が、役のリスクに見合うほどの得点上の有利には繋がりづらい。
3回の槓を経るため、テンパイ時には元々のドラと槓ドラを合わせてドラが4種という状況になる。自分自身にドラが乗った場合は望外の高得点に繋がることもあるが、逆に他家に乗った場合は、振り込んだ時の失点が大きくなる可能性が高い。他家がリーチを掛けてきた場合はさらに裏ドラ4種が加わり、その可能性はさらに高くなる。加えて、3回の槓の結果、純手牌が4枚だけ（残りの面子も副露していれば純手牌1枚つまり裸単騎）になるため、振り込みを回避することも難しくなる。この点では、リスクの大きい役である。

## 成立を阻害する要因
三槓子の出現頻度の低さには、以下のように様々な要因がある。ルール上の要因であったり、押し引きに関わる要因であったりするが、そのすべてが三槓子の成立を難しくしている。
- そもそも同一牌4枚を一人で3組も確保すること自体が確率的に難しい。比較的確率の高い明槓でも、暗刻がある状況で他家から4枚目が出る（大明槓）か、明刻がある（ポンしている）状況で4枚目をツモってくる（加槓）必要がある。つまり、それぞれ4枚のうち3枚は自力で確保しなければならないため、三暗刻よりも遥かに難易度が高い役である。
- そもそも槓はメリットよりもデメリットが上回る場合があり、戦術上必ずしも積極的にされる行為ではない。特にドラの増加については、三槓子の場合にその中に明槓が含まれていると、門前の他家のみに槓裏を3つ増やすというリスクが伴う。槓#メリットとデメリットも参照。
- たとえ2つ槓をしていたとしても、三槓子になる前にあがってしまうケースがほとんどである。3回目の槓の直前には2つの槓子と1つの刻子を持っているはずで、この時点で既に3面子完成しておりテンパイしている可能性が高い。3回目の槓のための残り1枚よりも、和了牌を入手する方が早い可能性が高い。
- そもそも槓は1局の間に全員合わせて4回までしかできないため、他家が合わせて2回槓をしてしまえばその時点で自分が3回槓を行うことは不可能になる。また、4回槓があった時点で四開槓による流局となるルールでは、たとえ自分が3回槓ができたとしても、他家があと1回槓をすることにより容易に阻止されてしまう。さらには、3つ目の槓をする前に他家が槓をした場合、三槓子をあがるチャンスは3つ目の槓による嶺上牌のツモの一度きりになってしまう（嶺上牌の処理を行わずに流局となるルールでは他人の槓が1つでもあったら成立しない）。101競技連盟の競技規定のように槓の回数制限がないルール[2]では3回の槓さえできれば十分狙えるが、それも前述の通り難しい。
- 3つ槓子を晒した時点で四槓子の可能性が出てくるため、他家に非常に警戒される。一方で手牌が4枚だけになるので、他家に手の内を看破されやすくなる。
- 大量の槓ドラが発生するため、新ドラを得た他家が積極的にあがりにくる、あるいはそれを恐れた他家が早あがりする。結果、三槓子の者があがれない。

このように、成立を阻害する要因が非常に多い。ただでさえ槓にはリスクがあり、狙える状況も極めて限定されているので、プレイヤーがそもそも手作りにおいて三槓子を想定しないことも多く、成立には強く偶然に依る所がある。
一方で、通常ではほぼ考慮されない役という性質から、麻雀を題材にしたフィクションでは役無しが想定される鳴きから加槓等で三槓子を成立させ、意表を突く打ち回しを実現する為に用いられることもある。

## 牌姿の例
（例）対々和になっていないケース
| 一筒 · 一筒 · 四萬 · 五萬 |  |  |  | 二索 · 二索 · 二索 · 二索 |  |  |  | 八萬 | 八萬 | 八萬 |  |  |  | 牌背 · 發 · 發 · 牌背 |
待ち。の暗槓、のポンでテンパイ、が出る前にの加槓との大明槓を行ってこの形になった、といった状況が考えられる。ドラなしとすれば手役は發と三槓子で計3翻、符は副底（20符）+發の暗槓（32符）+八萬の明槓（8符）+二索の明槓（8符）で計68符。ツモ和了の2符があろうとなかろうと70符3飜で満貫（子8000、親12000）。3面子も晒している割には得点は高くなく、さらに手変わりして対々和になったとしても5飜の満貫で得点は変わらない。このような場合、ドラが多く乗らない限りは高得点には繋がらない。かろうじてを重ねることで後述の四槓子の一向聴の牌姿を経て四槓子への手変わりがありえるが、それまでにが捨てられていないことが前提であり、さらには両門待ちを捨てて単騎待ちへと待ちを減らす必要がある。
（例）四槓子の一向聴
| 中 · 中 · 中 · 北 |  |  |  | 牌背 · 二萬 · 二萬 · 牌背 |  |  |  | 牌背 · 九索 · 九索 · 牌背 |  |  |  | 東 · 東 | 東 |
単騎。序盤に連風牌の東を鳴いて対々和を目指し、その後2つの暗槓が出来、さらに東を加槓して三槓子に至った、といった状況が考えられる。あがれば三槓子の他に三暗刻が成立するので、ダブ東・中・対々和・三暗刻・三槓子の9飜で倍満となる。また、この牌姿は四槓子の一向聴でもある。